# Kabinett Leutheußer II
Das Kabinett Leutheußer II bildete die Staatsregierung des Landes Thüringen vom 30. April 1927 bis 22. August 1928. Es war noch bis zum 5. November 1928 geschäftsführend im Amt.

## Mitglieder
| Amt                                          | Name                   | Bild | Partei | Partei   |
| -------------------------------------------- | ---------------------- | ---- | ------ | -------- |
| Leitender Staatsminister                     | Richard Leutheußer     |      |        | DVP      |
| Stellvertreter des Leitenden Staatsministers | Arnold Paulssen        |      |        | DDP      |
| Inneres                                      | Arnold Paulssen        |      |        | DDP      |
| Justiz                                       | Richard Leutheußer     |      |        | DVP      |
| Finanzen                                     | Wilhelm Toelle         |      |        | VRP      |
| Wirtschaft                                   | Arnold Paulssen        |      |        | DDP      |
| Volksbildung                                 | Richard Leutheußer     |      |        | DVP      |
| Staatsrat (für Gotha)                        | Hugo Woenne            |      |        | WP       |
| Staatsrat (für Rudolstadt)                   | Erich Mackeldey        |      |        | Landbund |
| Staatsrat (für Meiningen)                    | Ernst Hermann Glöckner |      |        | DDP      |
| Staatsrat (für Altenburg)                    | Louis Krause           |      |        | WP       |
| Staatsrat (für Reuß)                         | Erich Port             |      |        | Landbund |